# Scarlett (miniserie)
Scarlett es una miniserie de 4 episodios de 1994 dirigida por John Erman y protagonizada por Joanne Whalley y Timothy Dalton. Es también la secuela de la película Lo que el viento se llevó (1939) y fue emitida entre el 13 de noviembre y el 17 de noviembre de 1994 en la cadena de televisión CBS.
Está basado en la novela del mismo nombre de Alexandra Ripley, la cual se convirtió en un best seller por constituir la continuación oficial de la novela Lo que el viento se llevó, ya que tuvo el beneplácito de los herederos de Margaret Mitchell.

## Argumento
Tras la muerte de su amiga Melanie Hamilton y la separación de Rhett Butler, Scarlett O'Hara no solo quiere recuperar a su gran amor Rhett, sino que también se embarca en un viaje a sus raíces irlandesas.

## Reparto
| Actor            | Personaje           |
| ---------------- | ------------------- |
| Joanne Whalley   | Scarlett O'Hara     |
| Timothy Dalton   | Rhett Butler        |
| Annabeth Gish    | Anne Hampton/Butler |
| Julie Harris     | Eleanor Butler      |
| Ann-Margret      | Belle Watling       |
| Sean Bean        | Lord Richard Fenton |
| George Grizzard  | Henry Hamilton      |
| Jean Smart       | Sally Brewton       |
| Gary Raymond     | Old Daniel O'Hara   |
| Tina Kellegher   | Mary Boyle          |
| Rosaleen Linehan | Sra. Fitzpatrick    |
| Rakie Ayola      | Pansy               |
| Mark Lambert     | Donnelly            |
| Ruth McCabe      | Kathleen O'Hara     |
| Rachael Dowling  | Bridie O'Hara       |
| Julie Hamilton   | Katie Scarlett      |
| Owen Roe         | Tim O'Hara          |
| James Start      | Dennis              |
| Barbara Barrie   | Pauline Robillard   |
| Brian Bedford    | Sra. John Morland   |
| Stephen Collins  | Ashley Wilkes       |

## Producción

### Preproducción
Para poder filmar la miniserie, el productor ejecutivo Robert Halmi pagó 7 millones de dólares para conseguir los derechos de la novela. Para filmarla, se puso a disposición de ella 45 millones de dólares. Finalmente se contrató a 200 actores hablantes para ello.

### Rodaje
La miniserie fue filmada en 53 localidades en Inglaterra, Irlanda y Carolina del Sur y duró 6 meses. También es importante mencionar, que se rodó para ello en 167 exteriores distintos.
Para hacer la casa familiar Tara se hizo un replica perfecta a partir de los bocetos originales. También cabe mencionar, que el personaje de Scarlett cambia de vestido unas 120 veces durante la miniserie.

### Distribución
Desde que se conoció la noticia de que iba a adaptarse la novela y debido al interés mundial que esto generó, no hubo hasta la fecha otro drama televisivo que generase tanta emoción en el mundo. También se gastó mucho para promocionarla.

## Recepción
La miniserie tuvo éxito de audiencia, pero no tuvo el éxito que se esperaba. Eso debió en parte a que no fue bien recibida por la crítica.
Hoy en día la miniserie ha sido valorada en portales cinematográficos. En IMDb, por ejemplo, con aproximadamente 3600 votos registrados, la miniserie obtiene una media ponderada de 6,3 sobre 10. También cabe destacar, que en La Vanguardia el 68 % de los usuarios registrados en ese periódico le dan una valoración positiva al filme.